# 小行星6234
小行星6234（英語：6234 Sheilawolfman）是一颗围绕太阳公转的小行星。1986年9月30日，茲丹卡·瓦弗洛娃在克列特发现了此天体。
这颗小行星的绝对星等为280.6697779488803等。